# Ophiolycus
Ophiolycus is een geslacht van slangsterren uit de familie Ophiomyxidae.

## Soorten
- Ophiolycus dentatus (Lyman, 1878)
- Ophiolycus nutrix (Mortensen, 1936)
- Ophiolycus purpureus (Düben & Koren, 1846)